# ID Logistics
ID Logistics est une société française qui gère la chaine logistique de ses clients (entreprises de grande distribution, etc.).
Elle est cotée à la Bourse de Paris depuis 2012.

## Histoire
ID Logistics est créée à Cavaillon le 28 décembre 2001 par Eric Hémar. L'entreprise comporte alors trois associés au capital : la banque Lazard pour 44,2 %, les cadres de l'entreprise pour 28,2 % et l'entreprise de transports routiers la Flèche Cavaillonnaise qui apporte sa filiale logistique pour 27,6 %,.
En octobre 2005, la participation de la banque Lazard est revendue au management. En parallèle, ID Logistics achète 50 % du capital de la Flèche Cavaillonnaise. Trois ans plus tard, le management détient 100 % du capital d'ID Logistics.
De 2001 à 2011, le chiffre d'affaires du groupe se développe fortement, avec une croissance de 34 % par an en moyenne, grâce à l'exploitation d'entrepôts logistiques notamment pour la grande distribution, y compris à l'international.
En 2011, l'entreprise achète la partie logistique du groupe Mory.
ID Logistics est introduite en bourse en avril 2012. Elle lève 28,7 millions d'euros en cédant 25 % de son capital.
L'année suivante, le groupe achète la Compagnie Européenne de Prestations Logistiques (CEPL) qui est en difficultés financières et qui réalise environ 180 millions de chiffre d'affaires, dans la logistique de parfums et de cosmétiques.
En 2016, ID Logistics acquiert pour 85 millions d'euros l'entreprise espagnole Logiters (250 millions d'euros de chiffre d'affaires),.
En janvier 2021, un reportage d'Envoyé Spécial évoque des conditions de travail difficiles dans certains entrepôts gérés par ID Logistics en France.
En janvier 2022, l'entreprise achète Colisweb spécialisé dans les produits lourds et volumineux (électroménager, etc.). Le mois suivant, elle prévoit de racheter par endettement l'entreprise américaine Kane Logistics pour 240 millions de dollars qui réalise approximativement le même montant de chiffre d'affaires.

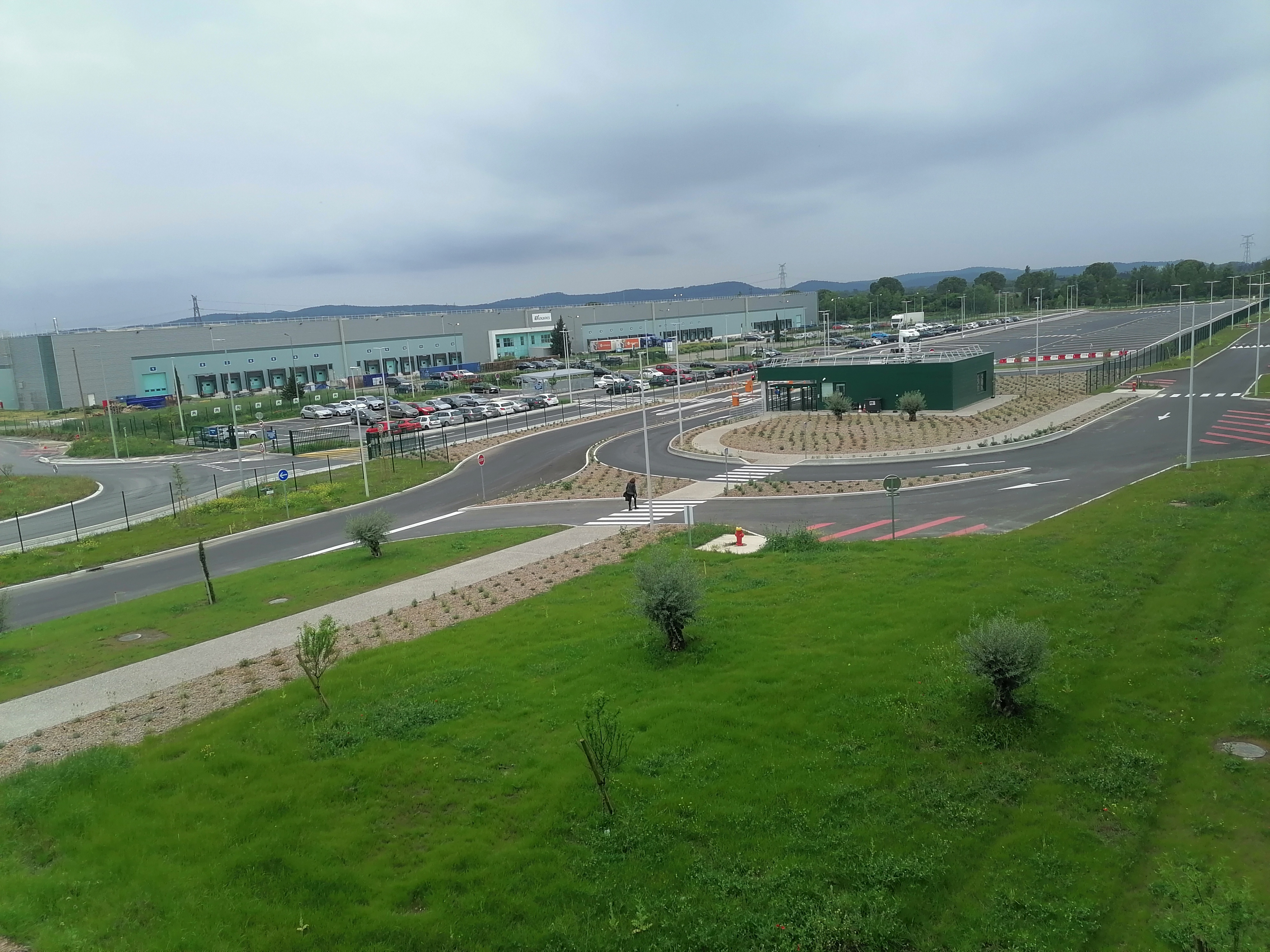
Entrepôt ID logistics pour le client Nespresso sur le site de Bollène, vu depuis l'entrepôt ID Logistics pour Intermarché

## Activités
Le groupe traite pour ses clients les étapes de la chaîne logistique (entreposage, conditionnement, transport).
En 2020, environ 60 % de son chiffre d'affaires est réalisé pour le commerce en ligne, la grande distribution alimentaire et les produits de soins, d'hygiène et de santé.
En 2021, ID Logistics gère 7 millions de mètres carrés  dans 350 entrepôts répartis dans 17 pays.
|                                          | 2002 | 2003 |  | 2011 | 2012   |  | 2015   |  | 2021   |
| ---------------------------------------- | ---- | ---- |  | ---- | ------ |  | ------ |  | ------ |
| Chiffre d'affaires (en millions d'euros) | 48   | 73   |  | 462  | 560    |  | 931    |  | 1 900  |
| Résultat Net (en millions d'euros)       |      |      |  | 7    |        |  |        |  |        |
| Nombre d'employés                        | 700  |      |  |      | 12 000 |  | 15 000 |  | 22 000 |

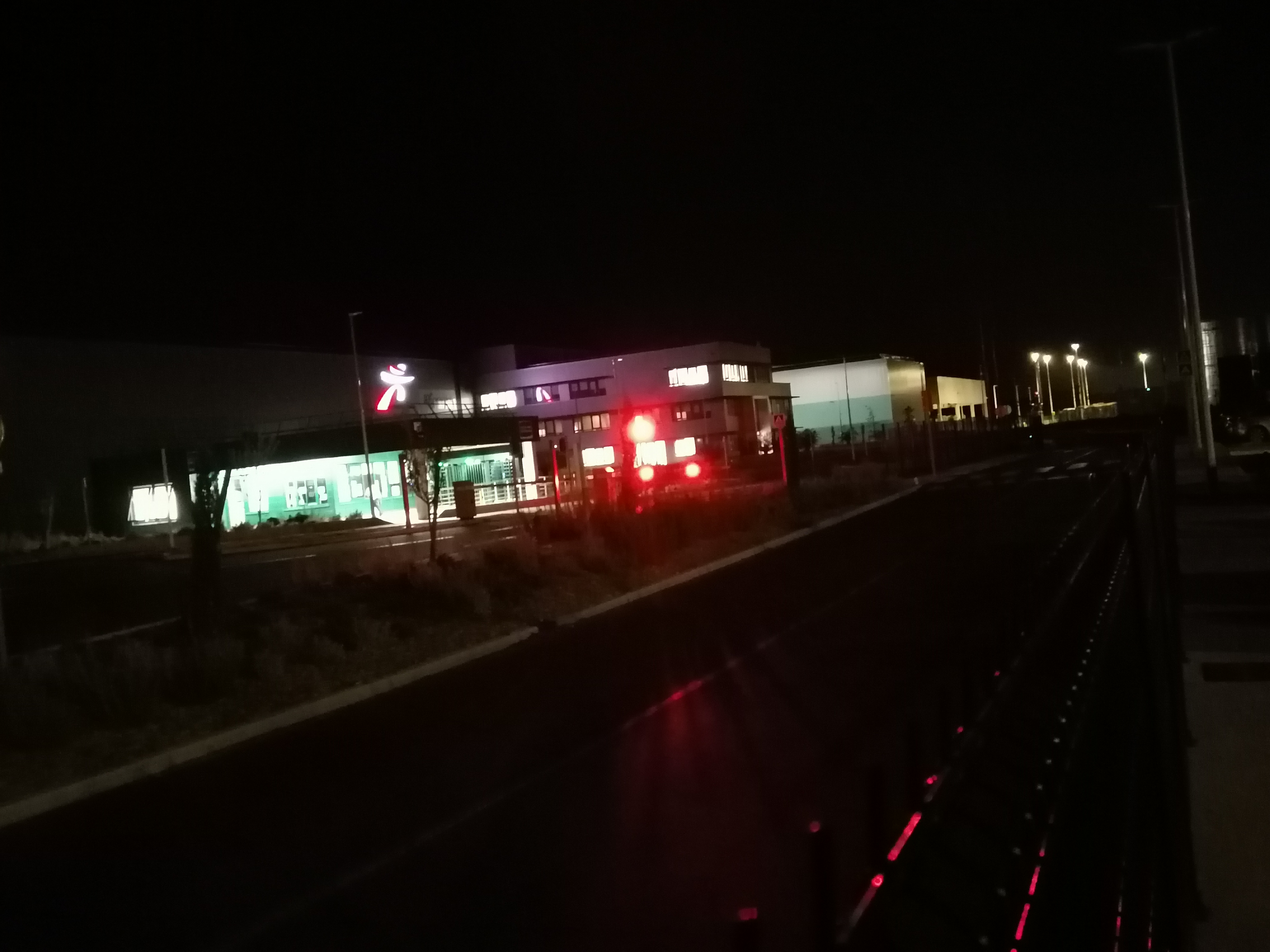
Devanture d’ID Logistics pour Intermarché à Bollène.
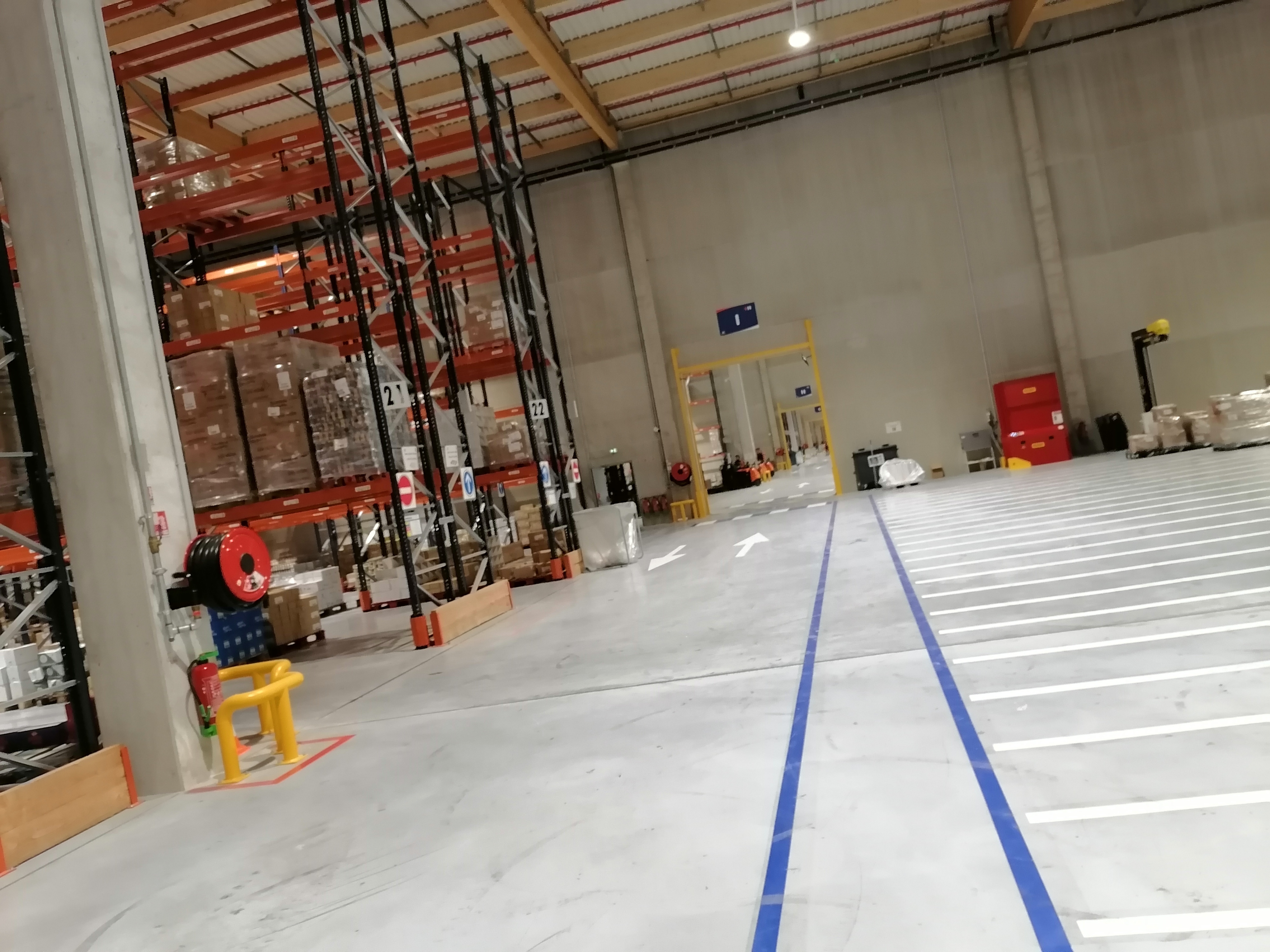
Grande porte coupe-feu entre les zones H et I à l’intérieur de l’entrepôt ID Logistics Bollène.
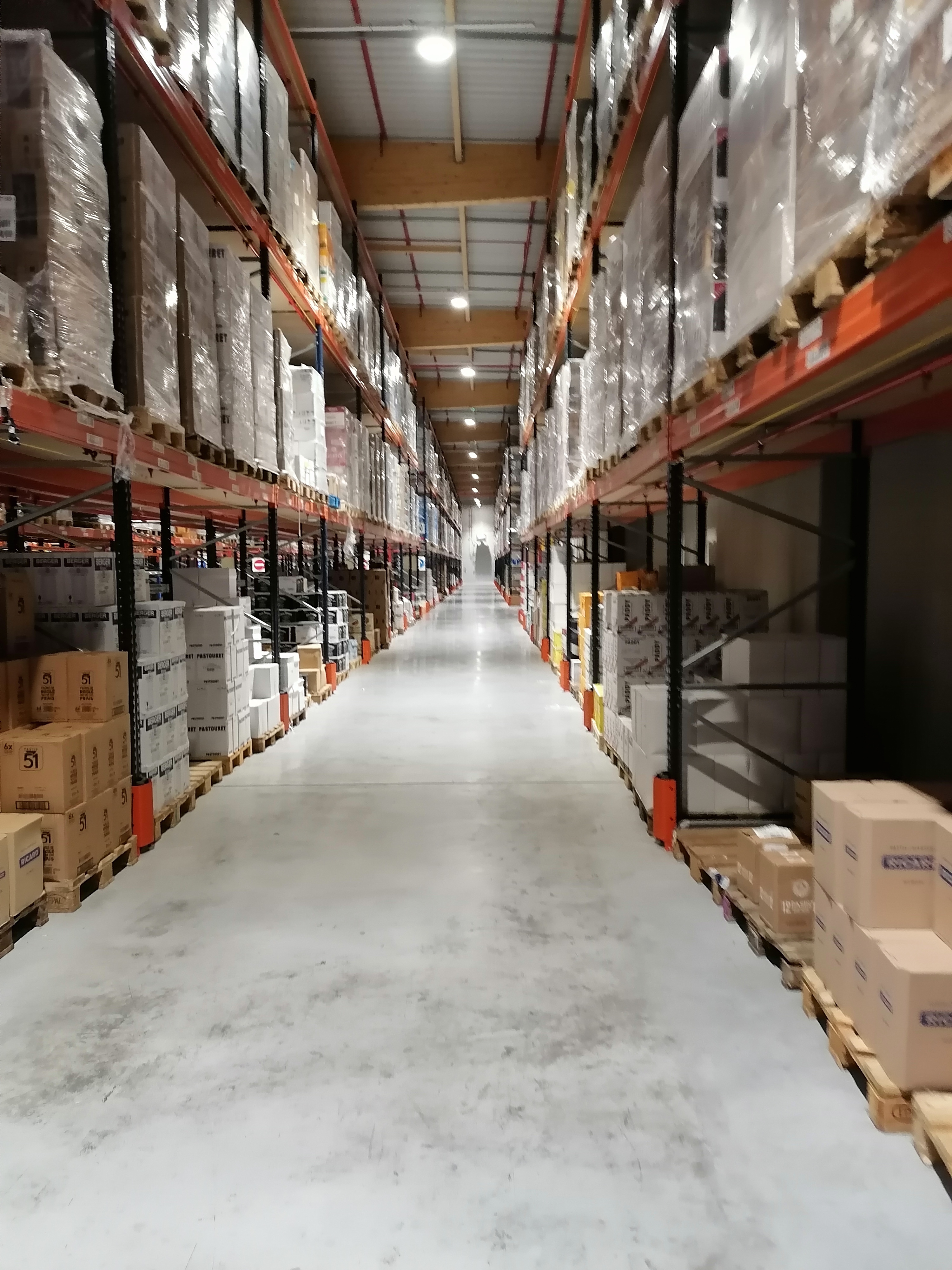
Allée de la zone D (zone d’alcool) à l’intérieur de l’entrepôt ID Logistics Bollène.
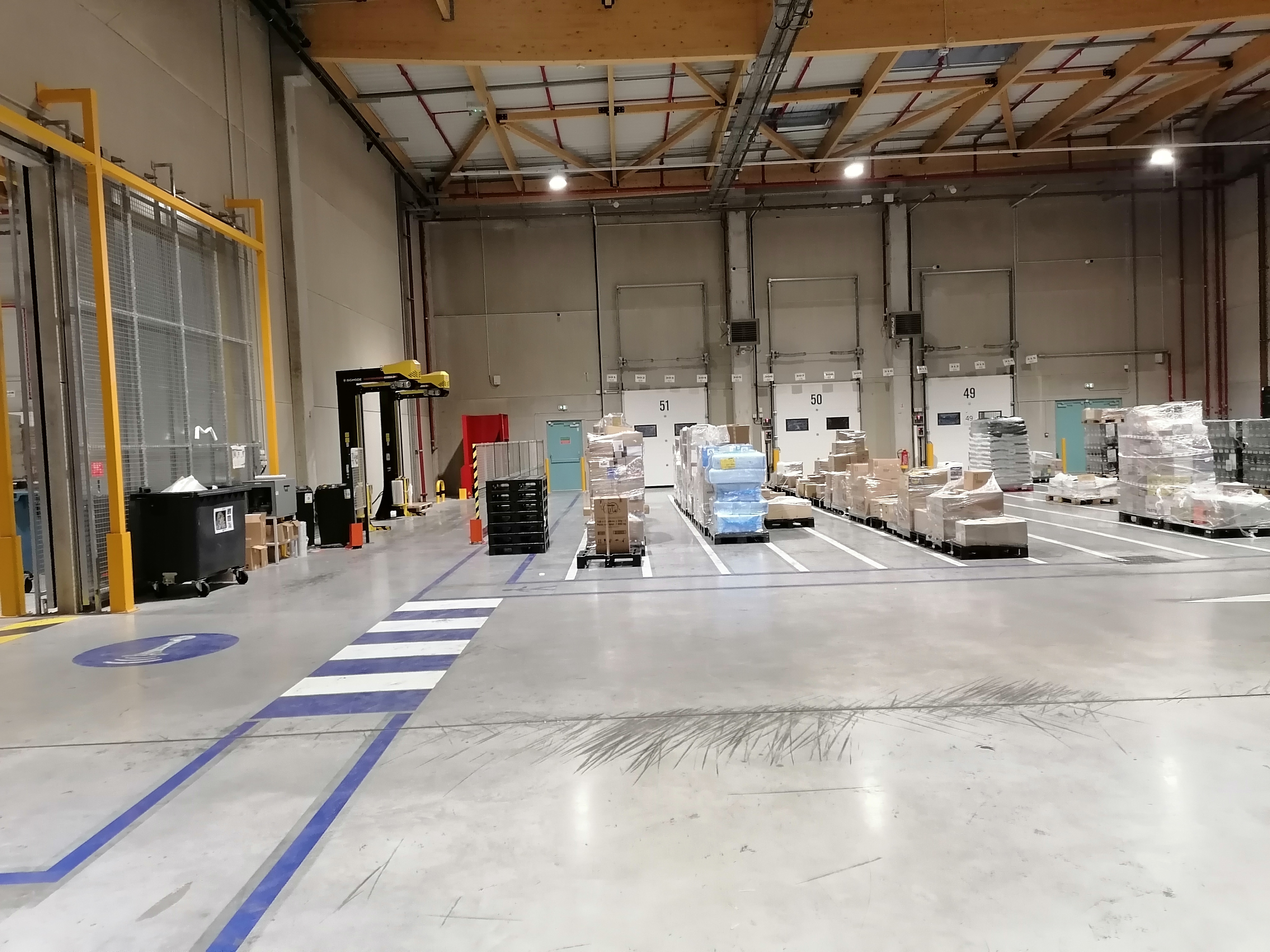
Portes de quai et filmeuses automatiques en zone D à l’intérieur de l’entrepôt ID Logistics Bollène.